# Bacia sedimentar

Bacias sedimentares cenozoicas Ibéricas

As bacias sedimentares são depressões da superfície terrestre presentes no relevo formadas por abatimentos da litosfera, nas quais se depositam ou depositaram sedimentos e, em alguns casos, materiais vulcânicos.
Estas podem ser de vários tipos, de acordo com as causas da sua formação e destacam-se as frontais, que se localizam à frente de uma cadeia montanhosa ou de um arco de ilhas vulcânicas, que são o resultado da convergência de placas que obriga à flexão e afundamento da litosfera; as de retroarco localizam-se entre o arco de ilhas vulcânicas e o continente, pois resultam da formação de cadeias montanhosas; as de estiramento resultam da distensão da litosfera devido à actuação de forças tectónicas distensivas e um exemplo destas são os riftes; por último, existem as bacias sedimentares que resultam do arrefecimento da litosfera, pois este provoca um aumento da densidade das rochas e a sua subsidência.
O registro sedimentar dessas áreas é geralmente composto por um espesso pacote sedimentar no seu interior, o qual diminui de espessura ao se aproximar das bordas da bacia e apresentam camadas de rochas que mergulham da periferia para o centro.
As bacias sedimentares preservam um registro detalhado do ambiente e dos processos tectônicos que deram forma à superfície da Terra através do tempo geológico. Também servem como importante repositório de recursos naturais, tais como água subterrânea, petróleo e recursos minerais diversos.

## Classificação
Os critérios utilizados para a classificação das bacias sedimentares são essencialmente tectónicos, tais como a localização relativamente aos limites das placas, à natureza do substrato da crosta, à evolução tectónica e ao grau de deformação. Assim, podem-se considerar os seguintes tipos:
- Fossas de afundamento (grabens), riftes
- Bacias intracratónicas
- Bacias oceânicas
- Margens continentais
- Bacias frontais
- Bacias de retroarco
- Bacias intramontanhosas
- Bacias de pull-apart

### Fossas de afundamento

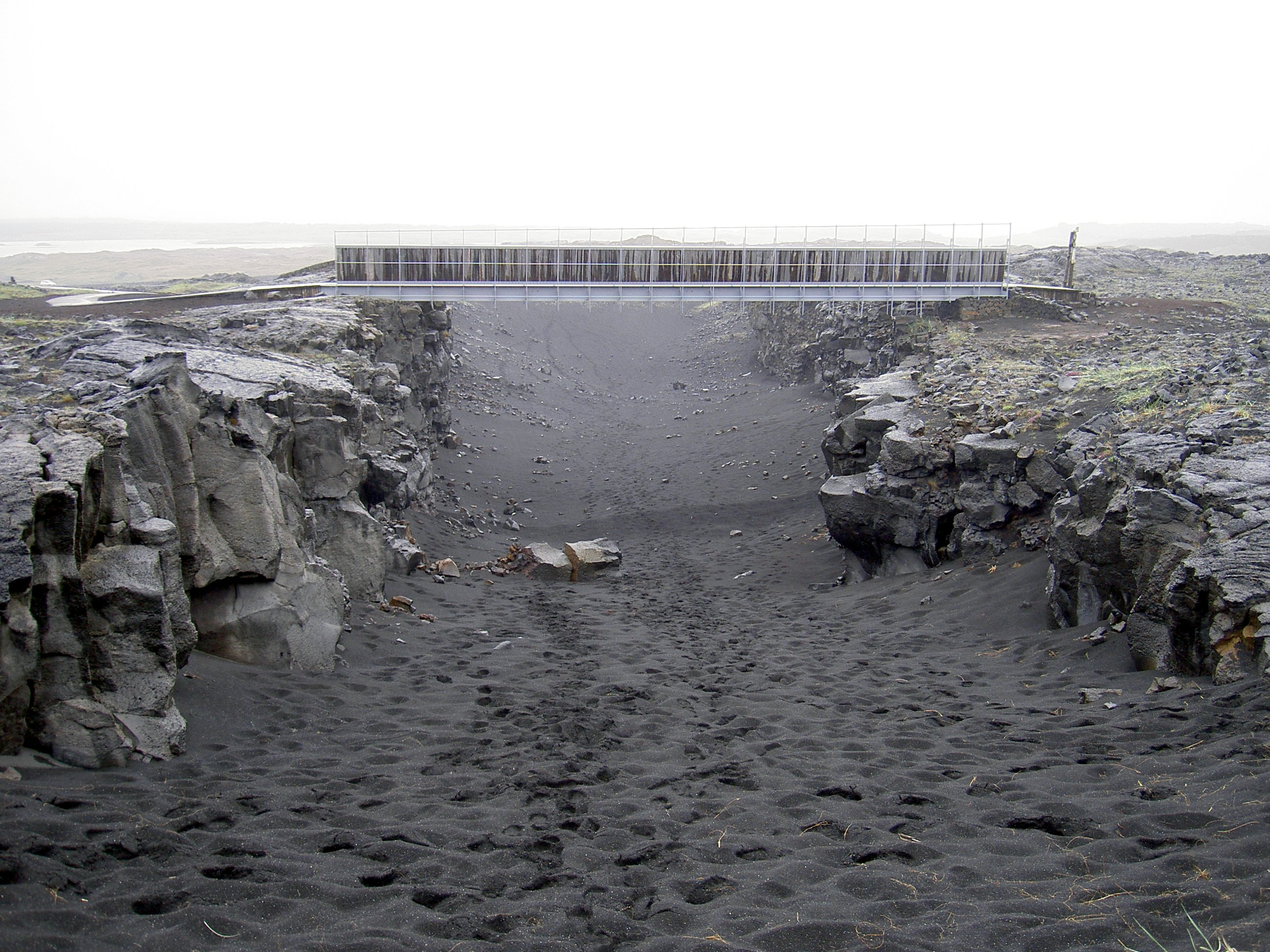
Ponte sobre o vale de rifte de Alfagja, na Islândia, na fronteira entre as placas Eurasiática e Norte-americana.

São, normalmente, estruturas estritas e alongadas, limitadas por falhas normais conjugadas. Estas estruturas são também designadas por grabens. Podem ser compartimentados em grabens secundários, limitados por porções salientes (horst). Estes termos de origem germânica devem-se ao facto de este tipo de estruturas ser particularmente bem observável no vale do rio Reno, ao longo da fronteira entre a França e a Alemanha.
As dimensões das fossas de afundamento (grabens) podem ser muito variáveis, entre um e várias centenas ou milhares de quilómetros. Neste último caso, merecem destaque os exemplos do Golfo de Suez, do grande Vale do Rifte Este-africano e do Lago Baikal.
Estas estruturas são geradas em ambientes tectónicos distensivos, tanto em locais situados no interior das placas tectónicas como nos bordos construtivos entre elas. Muitas vezes as fossas situadas ao longo de riftes continentais estão preenchidas por lagos compridos, estreitos e bastante profundos.

### Bacias intracratónicas
As bacias intracratónicas localizam-se no interior de regiões tectonicamente estáveis - os cratões. São vastas depressões ovais ou arredondadas, onde se depositam sedimentos numa relação profundidade/diâmetro que varia entre 1/100 1/50. Esses sedimentos são normalmente provenientes da erosão dos relevos situados na sua periferia.
A taxa de sedimentação em bacias situadas a baixa altitude, depende dos movimentos de transgressão e regressão marinhas, relacionados com a subsidência do substrato e com variações eustáticas do nível dos mares. Por exemplo, a transgressão do Cretácico superior foi provocada por uma elevação de 400 metros do nível dos mares do mundo inteiro. Assim, depressões como as bacias do Mar do Norte, de Paris e do Orinoco são exemplos de bacias que sempre foram sensíveis às variações eustáticas, sendo que a sua estratigrafia reflecte a sequência de regressões e transgressões que as afectou.
A distribuição e o tipo de depósitos sedimentares é controlada pelo clima. Quando o clima é árido formam-se frequentemente depósitos evaporíticos (tais como sal-gema e gesso) e a sedimentação é mais lenta e irregular. Quando o clima se torna mais úmido, aumenta a taxa de sedimentação e a acumulação de matéria carbonosa, o que favorece o processo que leva à formação de carvão. Nas bacias situadas nos bordos dos cratões, sujeitas aos efeitos das transgressões marinhas, surgem ambientes favoráveis à formação de petróleo.
Um exemplo sul-americano de bacia intracratónica é a Bacia do Paraná, uma ampla bacia que se desenvolveu durante as eras Paleozoica e Mesozoica.

### Bacias oceânicas
As bacias oceânicas situam-se no interior de uma placa tectónica, mas na qual o substrato é constituído por crusta oceânica. Situam-se nos grandes fundos abissais e, de acordo com o movimento das placas e com a expansão dos fundos marinhos, este tipo de bacias tende a permanecer como bacias oceânicas durante um longo período de tempo geológico. A crusta oceânica do substrato vai-se renovando constantemente a partir dos riftes das dorsais oceânicas e sobre ela se vão depositando sedimentos pelágicos em camadas tabulares. A idade dos materiais sedimentares é compreendida entre a actualidade (fundo oceânico actual) e a crusta infrajacente, a qual será progressivamente mais moderna em direcção à dorsal e mais antiga em direcção à margem continental ou à fossa oceânica.

### Margens continentais
Este é o mais amplo e diverso tipo de bacias, compreendendo o antigo conceito de geossinclinal.

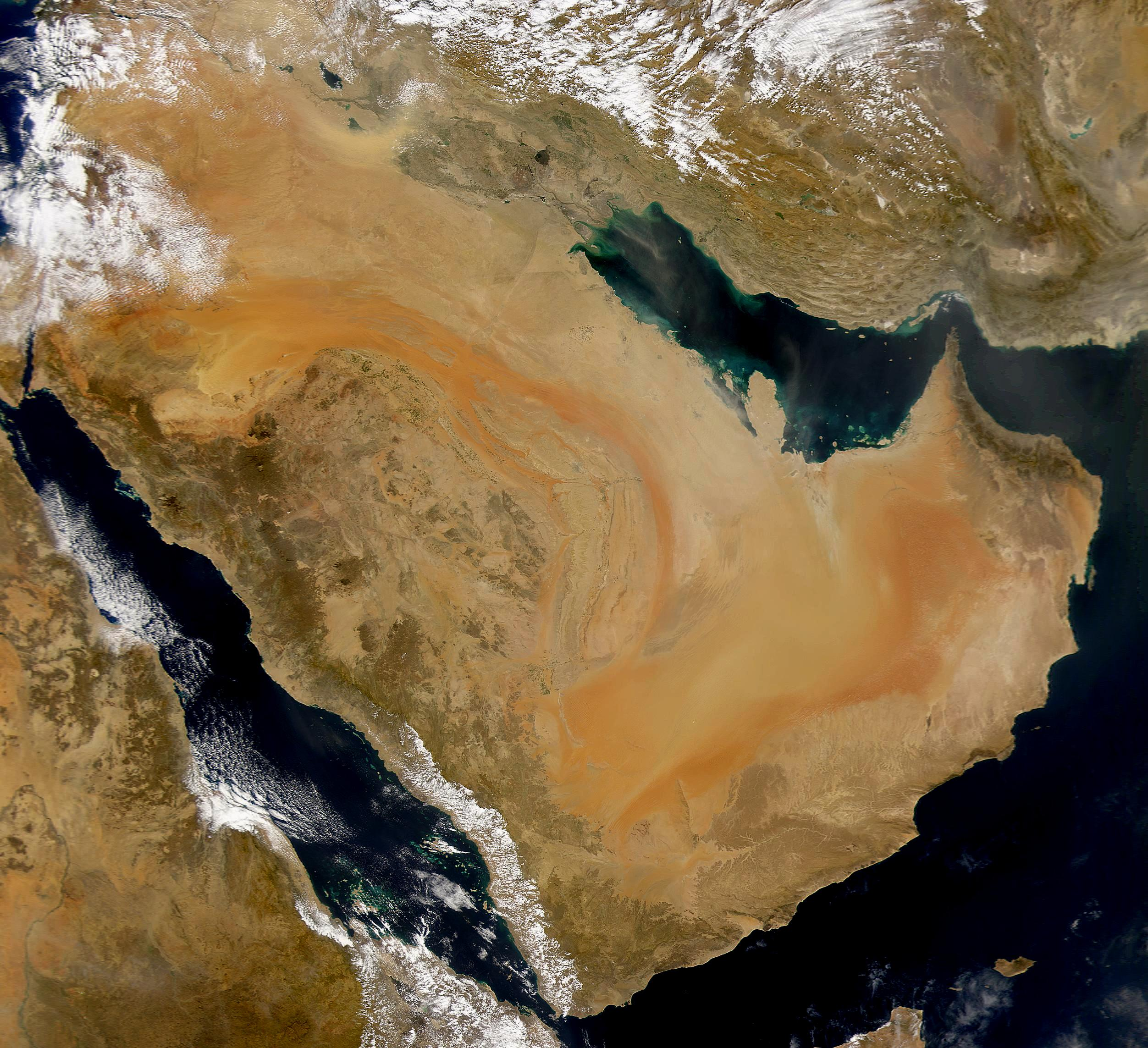
Imagem de satélite mostrando a Península Arábica e o Mar Vermelho. Fonte: NASA.

A evolução das margens continentais faz-se ao longo de várias fases, de acordo com o ciclo de Wilson. O processo inicia-se após a fragmentação de uma placa continental, respectivo adelgaçamento e intrusão de crusta oceânica (rifte). Esta fase corresponde ao que se passa actualmente no Mar Vermelho, após o rompimento da Arábia relativamente à África.
A continuação da distensão da bacia leva a uma nova fase que corresponde a uma margem continental madura ou passiva. Esta fase é vulgarmente designada por tipo atlântico, porque é o tipo mais frequente de bordos continentais deste oceano, nomeadamente as plataformas continentais da Terra Nova, do Brasil e da África ocidental. A sedimentação, lenta e progressiva, dá-se especialmente nos sectores subsidentes próximos dos bordos dos continentes, sobre a zona de transição entre a crusta continental e a crusta oceânica. Prevalece um ambiente de estabilidade tectónica levando a que estas margens passivas sejam praticamente assísmicas e não vulcânicas.
Consoante a abundância de sedimentação distinguem-se as margens magras (2 a 4 km de sedimentos) das margens gordas (mais de 4 km). As margens magras são um conjunto de pequenas bacias delimitadas por relevos residuais de origem tectónica, os quais difilcutam a progradação dos sedimentos vindos do continente. As margens gordas têm uma superfície topográfica muito mais monótona porque os sedimentos acabam por cobrir os blocos tectónicos subjacentes. Uma margem magra pode vir a transformar-se numa margem gorda, sendo que essa evolução pode favorecer a génese de bacias petrolíferas. Tal é o caso das costas atlânticas de África: golfo da Guiné, Gabão, Congo e Angola.
As margens continentais maduras, passivas e divergentes, continuam a sua evolução até ocorrer uma inversão tectónica. Nessa altura, depois da formação de uma zona de subducção, elas passam a margens convergentes, terminando a sua evolução num orógeno. Os efeitos da compressão tectónica levam ao soerguimento e dobramento das camadas sedimentares formadas previamente, constituindo importantes cadeias orogénicas dobradas, como aconteceu com as grandes cordilheiras formadas durante a orogenia alpina.

### Bacias frontais
Nas zonas de convergência interplacas é normal formarem-se bacias sedimentares, associadas à subducção de uma das placas, à frente da cadeia montanhosa ou do arco de ilhas vulcânicas que resultam desses fenómenos convergentes. Por esse motivo, são designadas por bacias frontais ou de antearco.
Estas bacias podem acumular pouca quantidade de sedimentos, sob uma grande espessura de água, como acontece, por exemplo, no arco das Aleútas (no Alasca), no arco de Luzon (nas Filipinas) e nas Pequenas Antilhas. Porém, em outros casos, o enchimento sedimentar leva a que a bacia possa estar até quase completamente emersa, como acontece em Makran (no sul do Irão e do Paquistão).

### Bacias de retroarco
São as que se situam entre o continente e o arco vulcânico. Resultam da migração do arco vulcânico causada pela sua distensão radial relativamente à margem continental. Desta migração radial resulta também a forma arqueada dos arquipélagos que constituem os arcos insulares vulcânicos, como por exemplo as Pequenas Antilhas, as ilhas Aleútas, as ilhas da Nova Bretanha e Salomão, o arco Kamchatka-Ilhas Curilas-Hokkaido, as Ilhas Marianas e o arco Samatra-Java.
As principais bacias de retroarco situam-se então em redor do Oceano Pacífico, apresentando diferentes estágios de evolução. Assim, quando a bacia ainda tem como substrato crusta continental constituída por rochas gnaisso-graníticas, forma plataformas submarinas pouco profundas, tais como as que unem a Indochina ao arco Samatra-Java (Mar de Java), ou Timor à Austrália (Mar de Arafura). Nos carbonatos que se incluem nos depósitos sedimentares destas bacias, têm grande importância os de origem recifal.
Em outros casos, o processo distensivo provoca o adelgaçamento e a rotura da crusta continental da bacia de retroarco. Começa então a formar-se crusta oceânica jovem, dando origem a um mar marginal profundo. Este estádio de evolução é o mais comum em todo o bordo ocidental do Pacífico, desde o Japão até à Nova Zelândia, sendo responsável pela formação das bacias do Mar da China Oriental, do Mar das Filipinas, do Mar de Salomão, do Mar das Fiji, entre outros.

### Bacias intramontanhosas

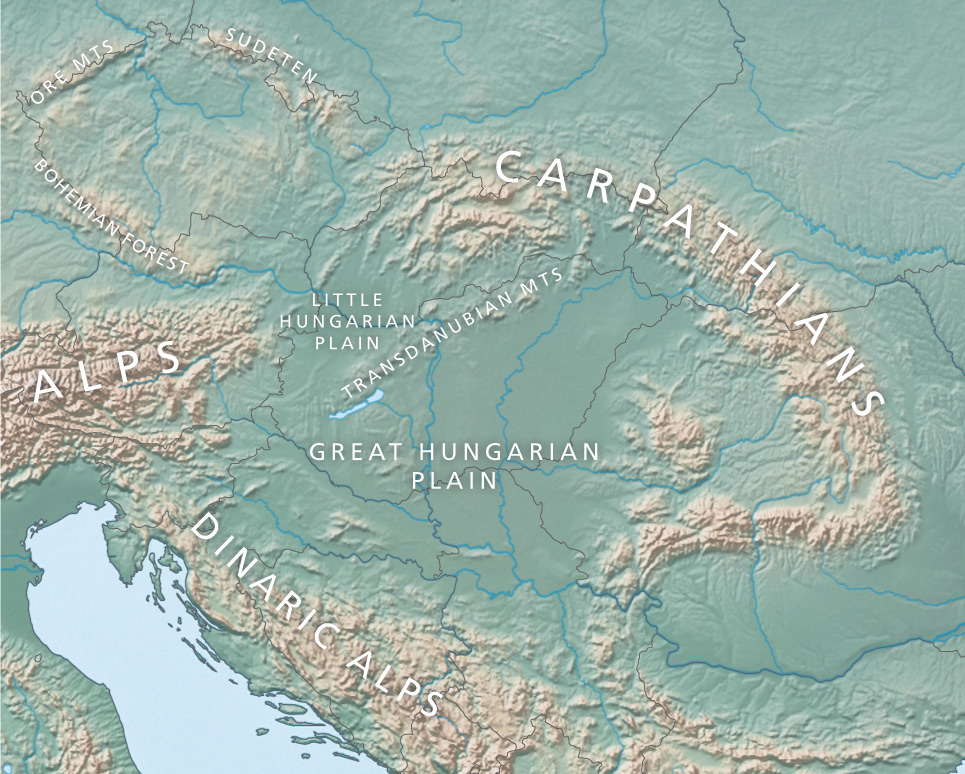
Localização da planície Panónica entre os Alpes, os Balcãs e os Cárpatos.

Após a colisão entre dois blocos tectónicos, e terminados os movimentos horizontais (cavalgamentos), podem formar-se áreas subsidentes delimitadas por cordilheiras montanhosas. Estas áreas são normalmente de dimensões reduzidas (algumas dezenas de quilómetros de diâmetro), como acontece com algumas bacias no interior do Maciço Hespérico ibérico. Mas o caso mais evidente é o da Depressão de Turfan, no noroeste da China, situada a 154 metros abaixo do nível do mar e rodeada de cordilheiras que chegam a ultrapassar os 5000 metros de altitude.
Contudo, há algumas bacias intramontanhosas de grandes dimensões (várias centenas de quilómetros de diâmetro), como, por exemplo, a planície Panónica que se localiza no centro da Europa. Esta depressão corresponde ao antigo Mar Panónico que existiu durante os tempos pliocénicos e encontra-se rodeada pelas cordilheiras dos Alpes, dos Balcãs e dos Cárpatos.
Como estas bacias se formam no seio de orógenos intensamente deformados e erodidos, a sedimentação que nela ocorre assenta em discordância sobre formações bastante mais antigas. A taxa de sedimentação nestas bacias (a par de uma elevada taxa de subsidência), pode ser muito alta, o que se traduz num cortejo sedimentar de alguns quilómetros de espessura.

### Bacias depull-apart
Estas bacias romboédricas são depressões em fosso originadas pelo deslizamento antiparalelo de dois bordos ao longo de um eixo de desligamento em linha quebrada. Ao contrário dos casos anteriores, as bacias em pull-apart não formam num ambiente distensivo clássico, mas sim na passagem para um regime de compressão. No sector onde se forma a depressão, é comum haver duas falhas de desligamento quase paralelas. Resulta assim, do seu movimento relativo,uma distensão da crusta na região situada entre as duas falhas. Deste enquadramento tectónico resulta um bloco em forma de losango que se afunda.
A crusta subjacente a estas bacias é sempre continental, embora mais delgada que o normal.
Os exemplos mais clássicos são a depressão do Mar Morto (ao longo da falha de desligamento do rio Jordão) a depressão do Imperial Valley, no sul da Califórnia (ao longo da falha de Santo André). Comum às duas situações é a existência de depósitos salinos, responsáveis pelos lagos salgados do Mar Morto e de Salton Sea, respectivamente.
Também o Mar de Mármara, na Turquia, teve origem numa bacia em pull-apart

## No Brasil
A área de bacias sedimentares no Brasil totaliza 6 436 200 km² , dos quais 4.898.050 (76%) km² estão em terra e 1 538 150 (24%) km² em plataforma continental. Da área de bacias sedimentares em terra, 4 513 450 km² (70%) são interiores e 384 600 km² estão na costa. Da área de bacias situadas no mar, há 776 460 km² com menos de 400m de lâmina de água e 761 690 km², mais de 400m de lâmina de água.
As bacias sedimentares do Brasil datam do Paleozoico, do Mesozoico e do Cenozoico
As maiores são a Amazônica, a do Parnaíba – também chamada do Meio-Norte -, a do Paraná ou Paranaica e a Central. As de menor extensão são a do Recôncavo, Tucano (produtoras de petróleo), do Pantanal Mato-Grossense, do São Francisco ou Sanfranciscana, e a Litorânea.
As bacias do Pantanal Mato-Grossense, Litorânea, bem como alguns trechos que margeiam os rios da bacia hidrográfica Amazônica, foram formadas no Cenozoico. São do Mesozoico as bacias sedimentares Paranaica, Sanfranciscana e a do Meio-Norte, sendo que a formação da Paranaica e da Sanfranciscana, as mais antigas, já se inicia no Paleozóico.
Atualmente, nove das bacias sedimentares brasileiras (Campos, Espírito Santo, Tucano, Recôncavo, Santos, Sergipe-Alagoas, Potiguar, Ceará e Solimões), totalizando 1 645 330 km² (25,6% da área total), são produtoras de petróleo.